# Municipio de Spirit Mound
El municipio de Spirit Mound (en inglés: Spirit Mound Township) es un municipio ubicado en el condado de Clay en el estado estadounidense de Dakota del Sur. En el año 2010 tenía una población de 218 habitantes y una densidad poblacional de 2,33 personas por km².

## Geografía
El municipio de Spirit Mound se encuentra ubicado en las coordenadas 42°51′59″N 96°59′1″O / 42.86639, -96.98361. Según la Oficina del Censo de los Estados Unidos, el municipio tiene una superficie total de 93.45 km², de la cual 93,45 km² corresponden a tierra firme y (0 %) 0 km² es agua.

## Demografía
Según el censo de 2010, había 218 personas residiendo en el municipio de Spirit Mound. La densidad de población era de 2,33 hab./km². De los 218 habitantes, el municipio de Spirit Mound estaba compuesto por el 95,87 % blancos, el 0,92 % eran afroamericanos, el 2,29 % eran amerindios y el 0,92 % eran de una mezcla de razas. Del total de la población el 0 % eran hispanos o latinos de cualquier raza.